# Jaroslav Just (tenista)
Jaroslav Just (6. února 1883 Praha – 5. srpna 1928 Praha) byl český vysokoškolský pedagog, rakousko-uherský a československý tenista a olympionik, aktivní v letech 1906 až 1921, který reprezentoval Rakouskou monarchii a Československo v mužské dvouhře i ve čtyřhře i v Davis Cupu a následně byl funkcionářem I. ČLTK. Byl profesorem, působil jako biotechnolog a věnoval se výživě hospodářských zvířat.

## Život
Narodil se jako druhý syn v rodině pražského obchodníka Eduarda Justa (1845–1911) a jeho ženy Hany, rozené Wagnerové. Stejně jako jeho starší bratr Eduard (* 1881) se od dětství věnoval sportování, především tenisu. Vystudoval České vysoké učení technické v Praze (ČVUT), kde se stal asistentem, posléze docentem a nakonec na téže škole řádným profesorem výživy hospodářských zvířat. Na ČVUT působil jako přednosta ústavu pro živočišnou biotechnologii.
Zemřel v Praze v podolském sanatoriu ve věku 45 let na nádor mozku.

## Tenisová kariéra
Patřil k první generaci tenistů, kteří vyrůstali v I. českém lawn-tennis clubu v Praze na jeho kurtech v Praze 7 na Štvanici.
K úspěchům jeho kariéry patřilo finále v reprezentačním týmu Rakousko-Uherska, v němž se utkal s Heinrichem Kleinschrothem. Byl členem olympijského tenisového týmu Rakousko-Uherska na Letních olympijských hrách ve Stockholmu v roce 1912. Hrál také v reprezentaci Československa na Letních olympijských hrách v Antverpách v roce 1920.
Do finále turnaje postoupil také v reprezentaci Československa v Hainzově memoriálu roku 1921, kde podlehl Ladislavu Žemlovi. V letech 1921 až 1928 zastával funkci prezidenta I. českého tenisového klubu, kterou po jeho úmrtí převzal jeho bratr, advokát Eduard Just.